# Baño refrigerante

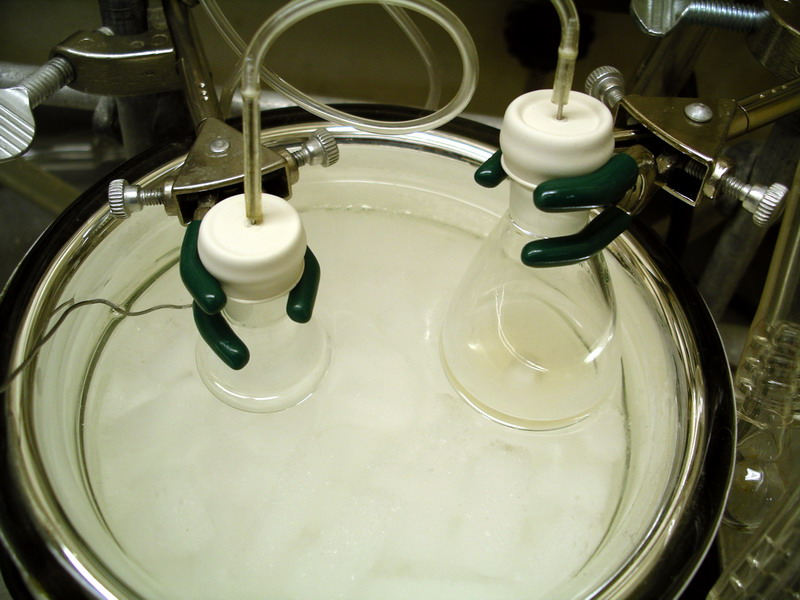
Montaje experimental típico para una reacción aldólica. Ambos matraces están sumergidos en un baño refrigerante de hielo seco/acetona (-78 °C), cuya temperatura es monitoreada por una termocupla (el cable de la izquierda).

Un baño refrigerante es una mezcla usada en un laboratorio cuando se necesitan temperaturas bajas, por ejemplo para la realización de reacciones químicas a baja temperatura (como cuando se desea el control cinético de la reacción), cuando se desea recuperar los líquidos altamente volátiles de una destilación, o en trampas frías. Generalmente consiste de un sólido que se funde o sublima a baja temperatura, o de un líquido que hierve a baja temperatura, mezclada con alguna otra sustancia que modula la temperatura del baño o mejora la conducción del calor.

## Tipos
| Mezcla                  | T (°C) |
| ----------------------- | ------ |
| CaCl2.6 H2O/hielo 1:2.5 | –10    |
| NaCl/hielo 1:3          | –20    |
| CaCl2.6 H2O/hielo 1:0.8 | –40    |
| Acetona/CO2             | –78    |
| Metanol/N2              | –98    |
| N2 líquido              | –196   |

El baño refrigerante más simple y barato es la mezcla hielo/agua, que mantiene una temperatura de 0 °C. Para temperaturas menores, es común usar tres tipos de baños refrigerantes:

### Hielo
Una mezcla de hielo y una sal inorgánica tal como el cloruro de sodio o cloruro de calcio puede proveer temperaturas cercanas a -40 °C. La temperatura depende de la cantidad y el tipo de sal usada, basado en el efecto de depresión del punto de fusión.

### Hielo seco
Una mezcla de hielo seco y un solvente orgánico puede proveer temperaturas de hasta -78 °C.

### Nitrógeno líquido
El nitrógeno líquido, usado tal cual es, o con un solvente orgánico, puede proveer temperaturas hasta el punto de ebullición del N2 puro, −196 °C. La temperatura depende del punto de fusión del solvente orgánico.

## Ventajas y desventajas
Varios factores influyen en la elección de la composición del baño refrigerante. El primero es la disponibilidad — el hielo seco y el nitrógeno son comparativamente baratos, pero frecuentemento el hielo seco puede ser almacenado más fácilmente.
La toxicidad e inflamabilidad de la composición también importa. Por ejemplo, muchos solventes usados con el hielo seco son inflamables. Este problema se mitiga porque, a la temperatura de trabajo, la presión de vapor de la mayoría de estos solventes no es peligrosa. En muchos casos, se prefiere un solvente relativamente no tóxico, como acetona o éter dietílico en vez que otro más tóxico como el bromometano. Cuando ya no se necesita el baño refrigerante, los solventes de desecho también necesitan ser almacenados o dispuestos para su descarte.
Generalmente se considera que el nitrógeno líquido es el mejor baño refrigerante, porque no es tóxico, es barato, y no deja residuos. Sin embargo, tiene la desventaja de ser suficientemente frío para condensar al oxígeno del aire. La co-condensación de solventes orgánicos y oxígeno es una mezcla potencialmente explosiva y debe ser evitada.